# 宋雲
宋雲（生卒年不詳），北魏時期敦煌人，曾和惠生（亦作慧生）同赴西域求經。為侍應太后的主衣子統。撰有《魏國以西十一國事》、《家記》等書。

## 生平
北魏明帝神龜元年（518年）十一月，受胡太后之命，與崇立寺沙門惠生、法力等出訪天竺。至洛陽起，經吐谷渾、鄯善、左末（今新疆且末）、捍（媲摩，Phema）、于闐、朱駒波等地，進入 蔥嶺。十月初, 至嚈噠。
宋雲等謁見嚈噠王之後，经波知、赊靡国、钵卢勒国，於神龜二年（519年）入烏場國，晋见乌場国王，为国王讲述孔子、老子、庄子学说。此後，宋雲、惠生在天竺廣禮佛跡，正光元年四月訪問乾陀羅、那迦罗阿国等地。正光三年（522年），攜大乘經論一百七十部返回洛陽，宅居洛阳闻义里。